# Bitterfeld-Wolfen
Bitterfeld-Wolfen is een stad in de Duitse deelstaat Saksen-Anhalt, en maakt deel uit van de Landkreis Anhalt-Bitterfeld. 
Bitterfeld-Wolfen is op 1 juli 2007 ontstaan als gevolg van de fusie van de steden Bitterfeld en Wolfen, en de gemeenten Greppin, Holzweißig en Thalheim. Op 1 september 2009 werd Bobbau door annexatie toegevoegd.
Bitterfeld-Wolfen telde op de peildatum van de meest recente statistiek 37.568 inwoners.

## Stadsindeling

Ligging stadsdelen van Bitterfeld-Wolfen
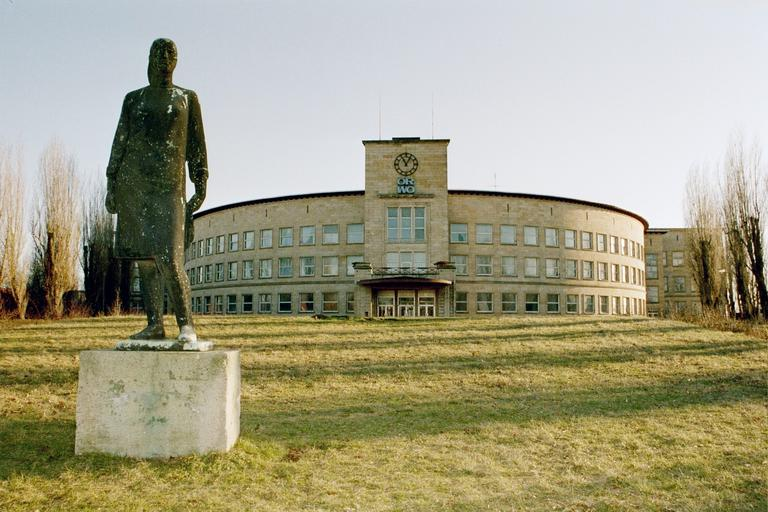
ORWO-gebouw 041, Wolfen, sinds 2010 stadhuis van de gemeente Bitterfeld-Wolfen

De gemeente bestaat uit de volgende negen stadsdelen (acht Ortschaften):
- Bitterfeld (14.948)
- Wolfen (15.214)
- Greppin (2.189)
- Holzweißig (2.758)
- Thalheim (1.557)
- Bobbau (1.357)
- Reuden an der Fuhne (633)
- Rödgen (202)
  - Zschepkau (126), een deel van de Ortschaft Rödgen.

Tussen haakjes: aantal inwoners, peildatum 31 december 2024, ontleend aan de gemeentelijke website. Totaal: 38.984 personen. Tweede-woningbezitters zijn niet meegeteld. Het aantal inwoners bedroeg volgens een statistiek van de deelstaat Saksen-Anhalt per 31 december 2024 slechts 36.592, dus 6 à 7% minder. Gemeentes en hogere overheden in Duitsland hanteren verschillende telmethodes.

## Geografie
De gemeente wordt aan de oostkant begrensd door de rivier de Mulde.

### Naburige gemeentes
- in het noorden: Raguhn-Jeßnitz
- in het oosten: Muldestausee
- in het westen en zuiden: Delitzsch (deelstaat Saksen), Sandersdorf-Brehna en Zörbig.

### Verkeer en vervoer

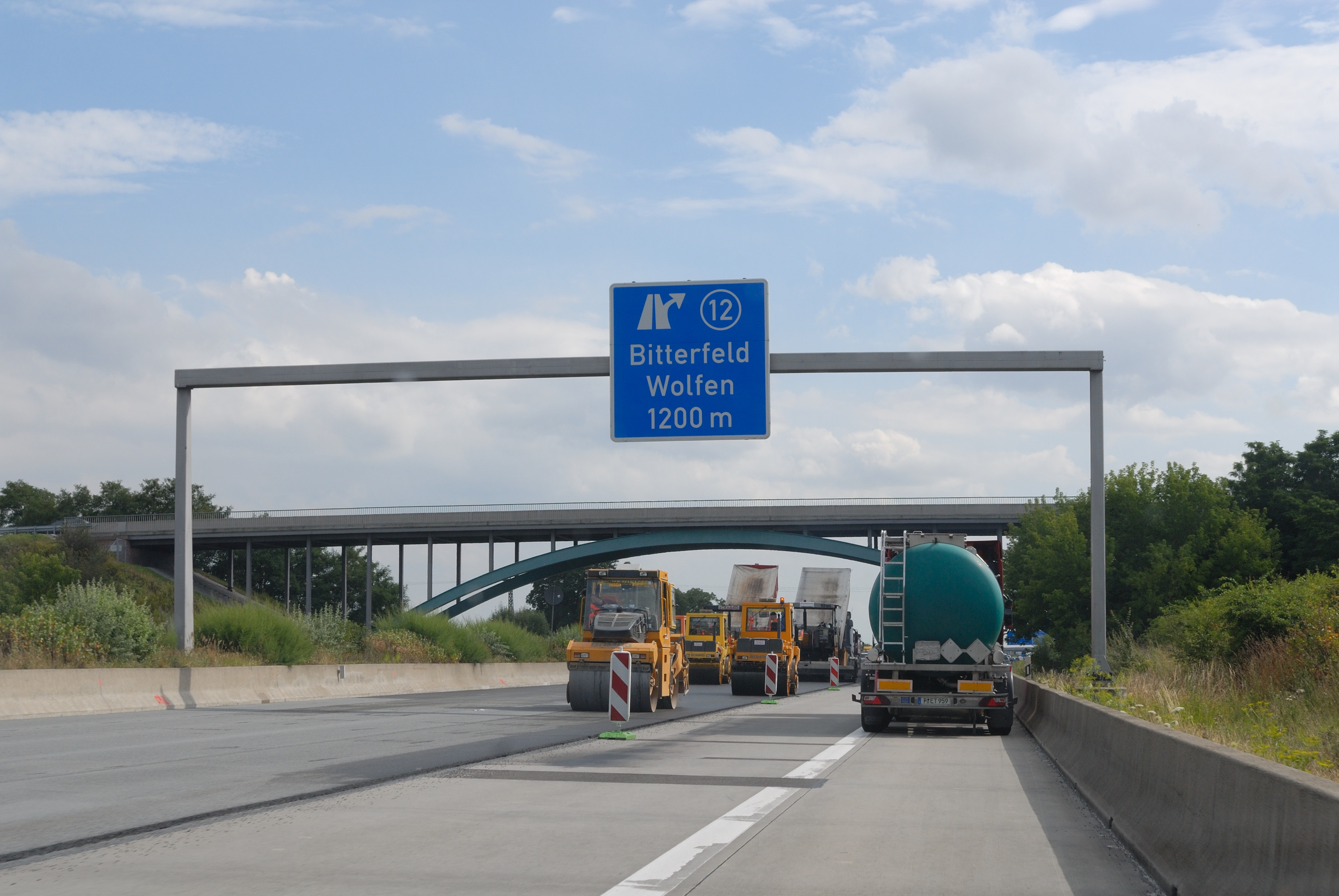
De A 9, ten zuiden van Dessau, bij afrit 12 Bitterfeld-Wolfen
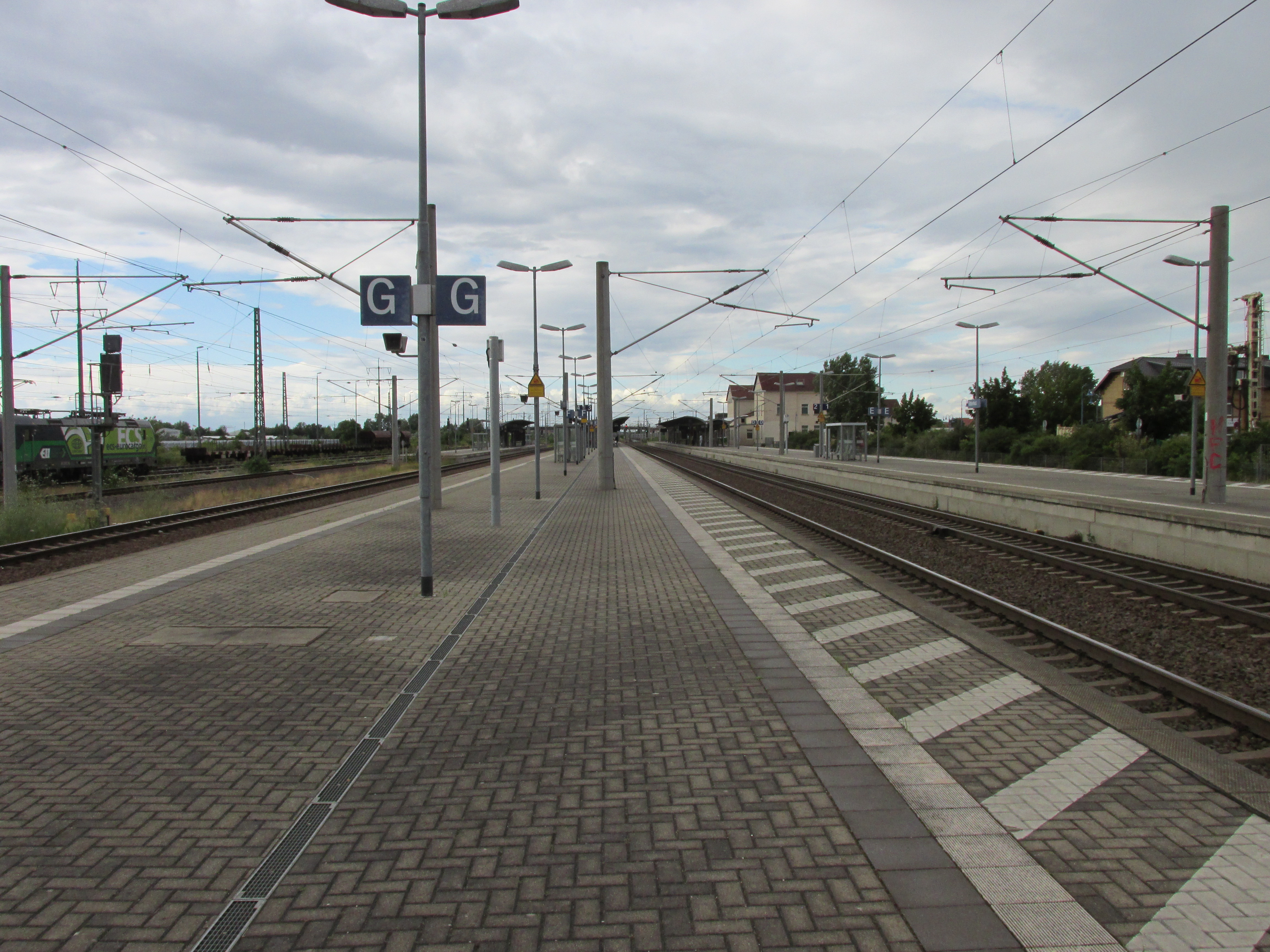
Station Bitterfeld (1)
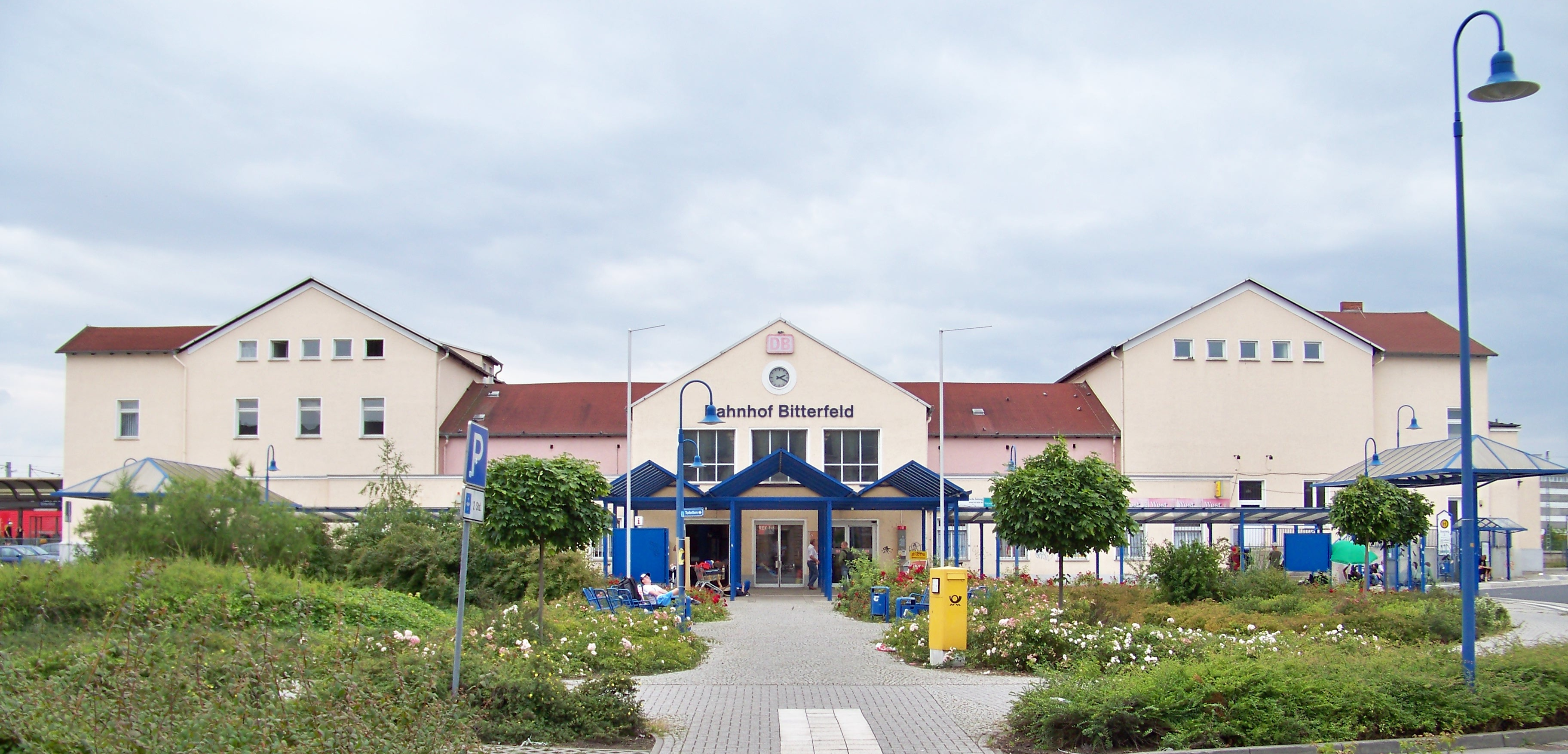
Station Bitterfeld (2)
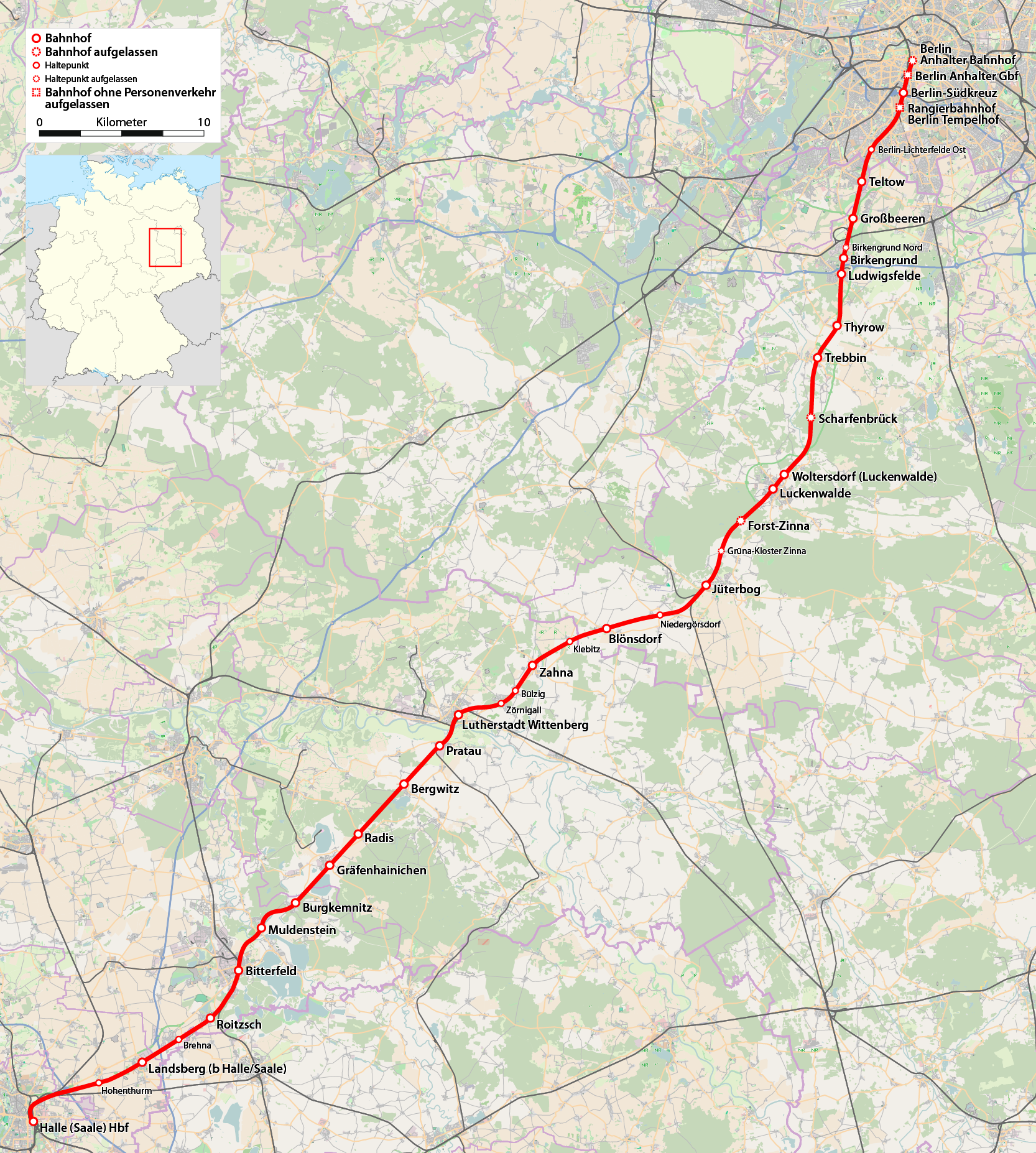
Kaart traject spoorlijn Berlijn-Halle
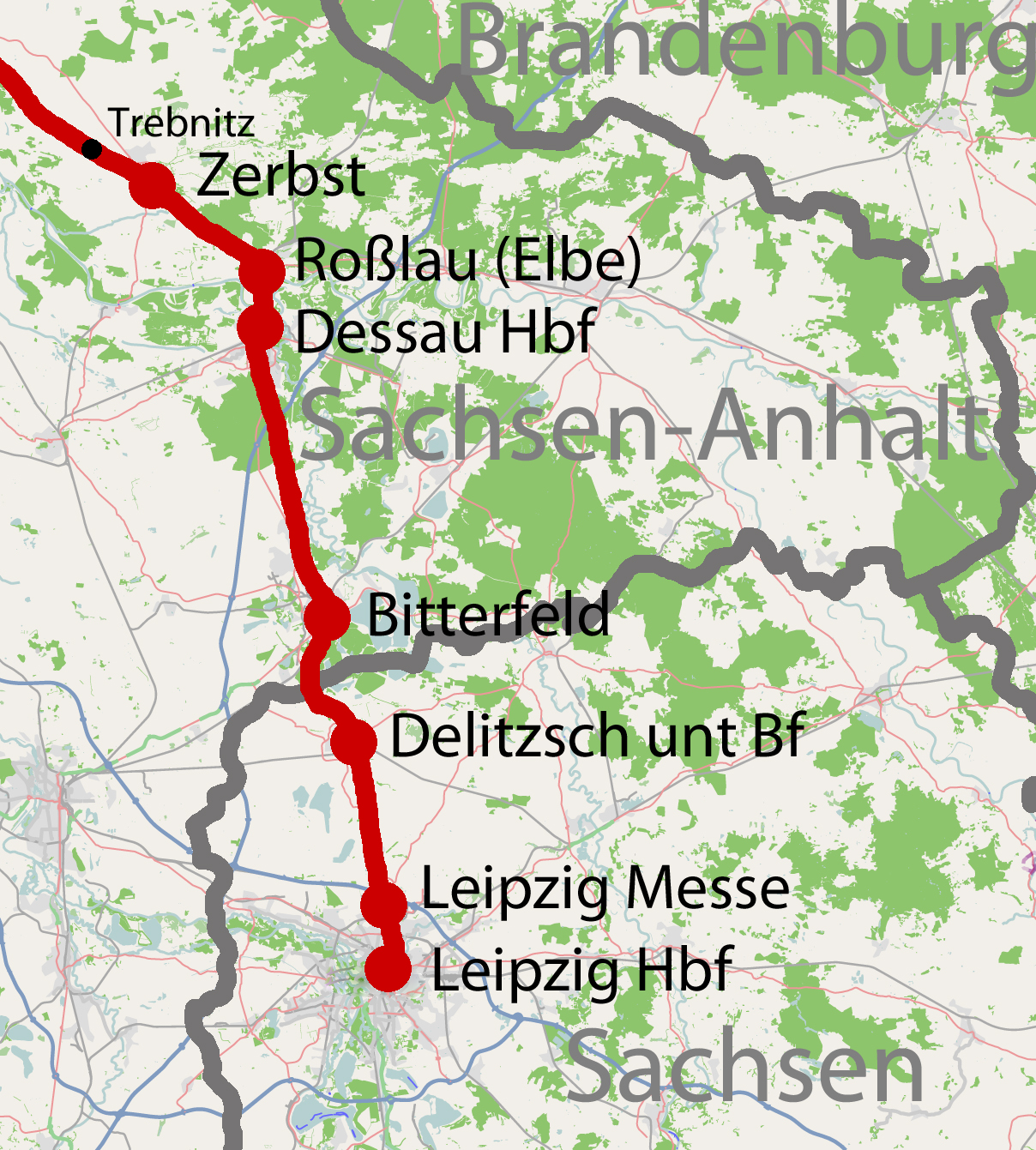
Kaart traject spoorlijn Trebnitz-Leipzig

De belangrijkste hoofdverkeerswegen in en nabij de gemeente zijn de Autobahn A 9, en de Bundesstraßen 100, 183 en 184. Afrit 12 van de A 9 komt dichtbij de stad uit op de B183.
Bitterfeld heeft sinds 1857 een station aan de spoorlijn Berlijn - Halle en de spoorlijn Trebnitz- Zerbst (Anhalt) - Leipzig Hauptbahnhof. Te Bitterfeld stoppen ook sneltreinen en intercity's. Stoptreinhaltes zijn er, aan de lijn Trebnitz-Leipzig, in Greppin, Wolfen (Kr Bitterfeld)  en, net buiten de gemeentegrens, Jeßnitz (Anh).. Verder bestaat er een, vooral door goederentreinen gebruikte, kleine spoorlijn van Bitterfeld naar Stumsdorf, die 20½ km lang is.

## Economie

Locatie industrie en mijnbouw, situatie in  1988. Speicher = een voormalig levensmiddelenpakhuis.
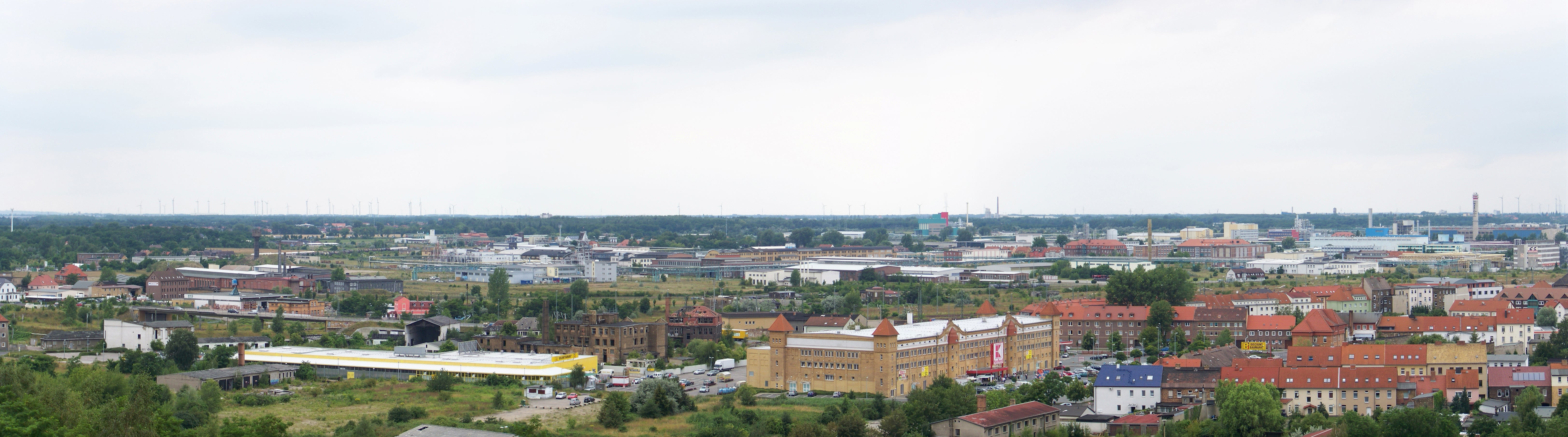
Chemiepark Bitterfeld-Wolfen
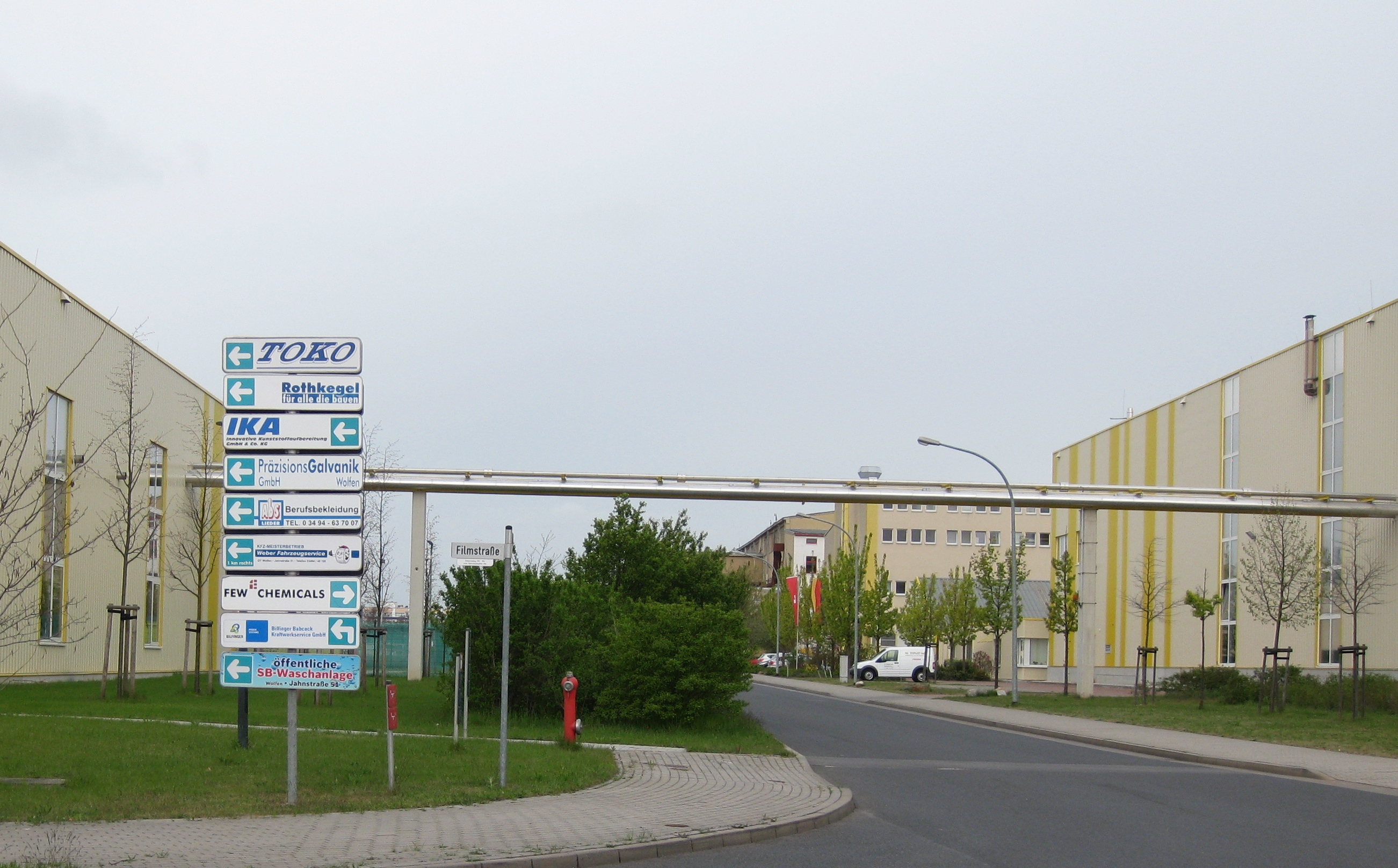
Straat in het Chemiepark
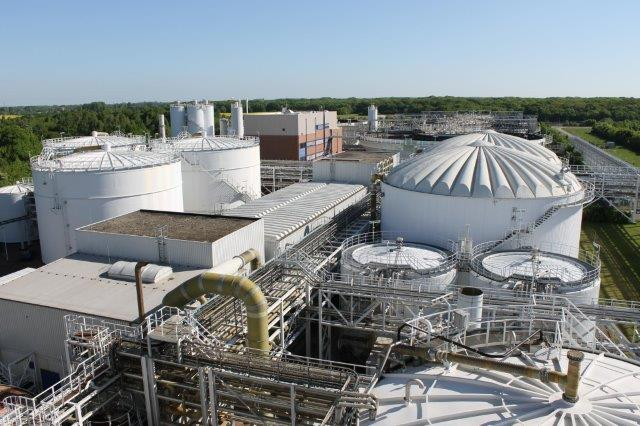
Gemeenschappelijke zuiveringsinstallatie Chemiepark
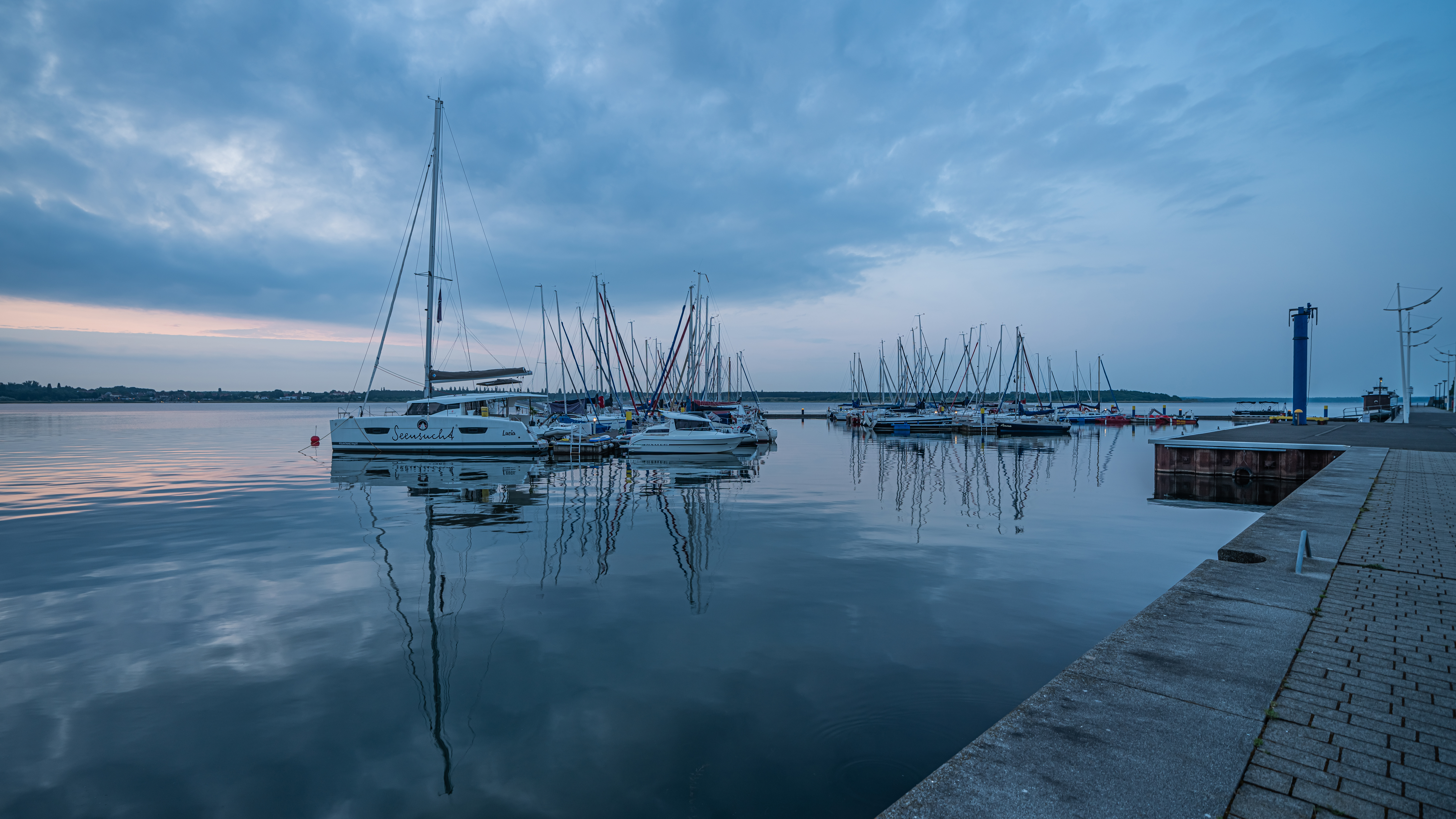
Große Goitzschesee

De gemeente is, evenals in de tijd vanaf ca. 1893 (vestigingen van AEG, Agfa) en de DDR-periode, een centrum van chemische industrie, die ten gevolge van saneringen echter niet meer zo belastend is voor het milieu als nog vóór 1993. De chemische industrie is geconcentreerd in het Chemiepark Bitterfeld-Wolfen. De oppervlakte van dit gebied is 1.200 hectare. Er zijn fabrieken e.d. gevestigd van verschillende grote concerns, waaronder Bayer, Viverso, Evonik Degussa, Linde AG Gas, P-D Group, Heraeus (een glasfabriek), Dow Wolff Cellulosics GmbH (DWC) en ook AkzoNobel Industrial Chemicals GmbH. Omstreeks 2020 werkten hier in totaal circa 11.000 mensen.
In stadsdeel Thalheim staat een fabriek van het Zuid-Koreaanse concern QCells. Hier worden o.a. zonnepanelen gemaakt.
De watersportrecreatie op de meren, waarmee de voormalige bruinkoolgroeven zijn volgelopen, trekt sedert plm. 2005 steeds meer toeristen aan. Zo was er van 1949 tot 1991 een 6.200 hectare groot gebied afgegraven; dit was de dagbouw- bruinkoolmijn Goitzsche. Na de sluiting van de mijn liet men hier water inlopen; door de overstroming van 2002 was de nieuwe Große Goitzschesee vier jaar eerder gevuld dan gepland. Dit meer is een geliefde watersportlocatie.

## Geschiedenis van Bitterfeld

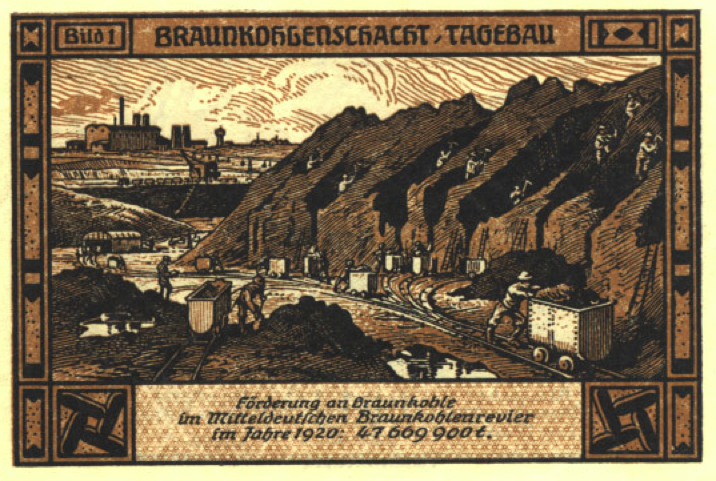
Noodgeld Bitterfeld 1921: vol trots wordt de bruinkoolwinning anno 1920 gepresenteerd
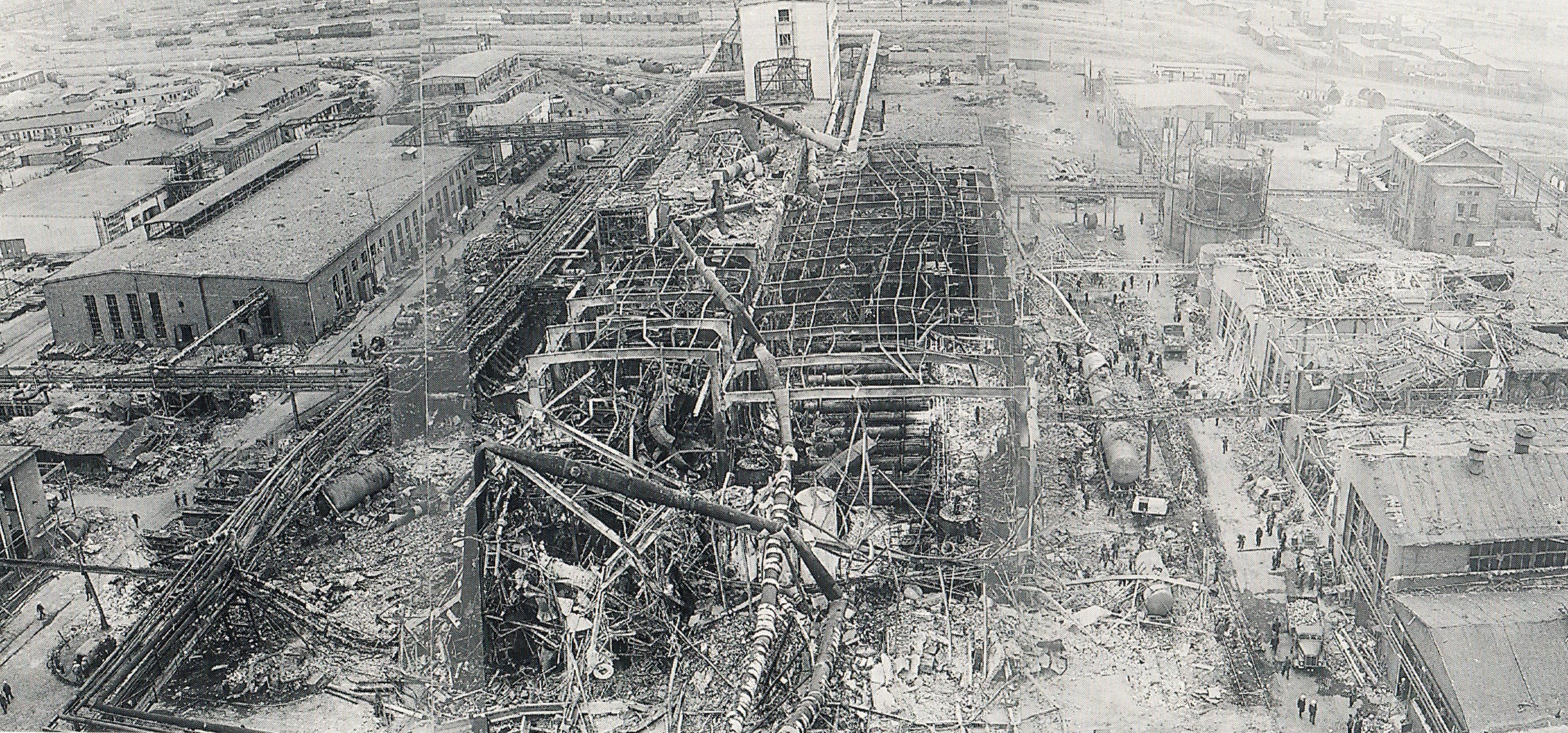
De PVC-fabriek te Bitterfeld na de catastrofale ontploffing  van 11 juli 1968
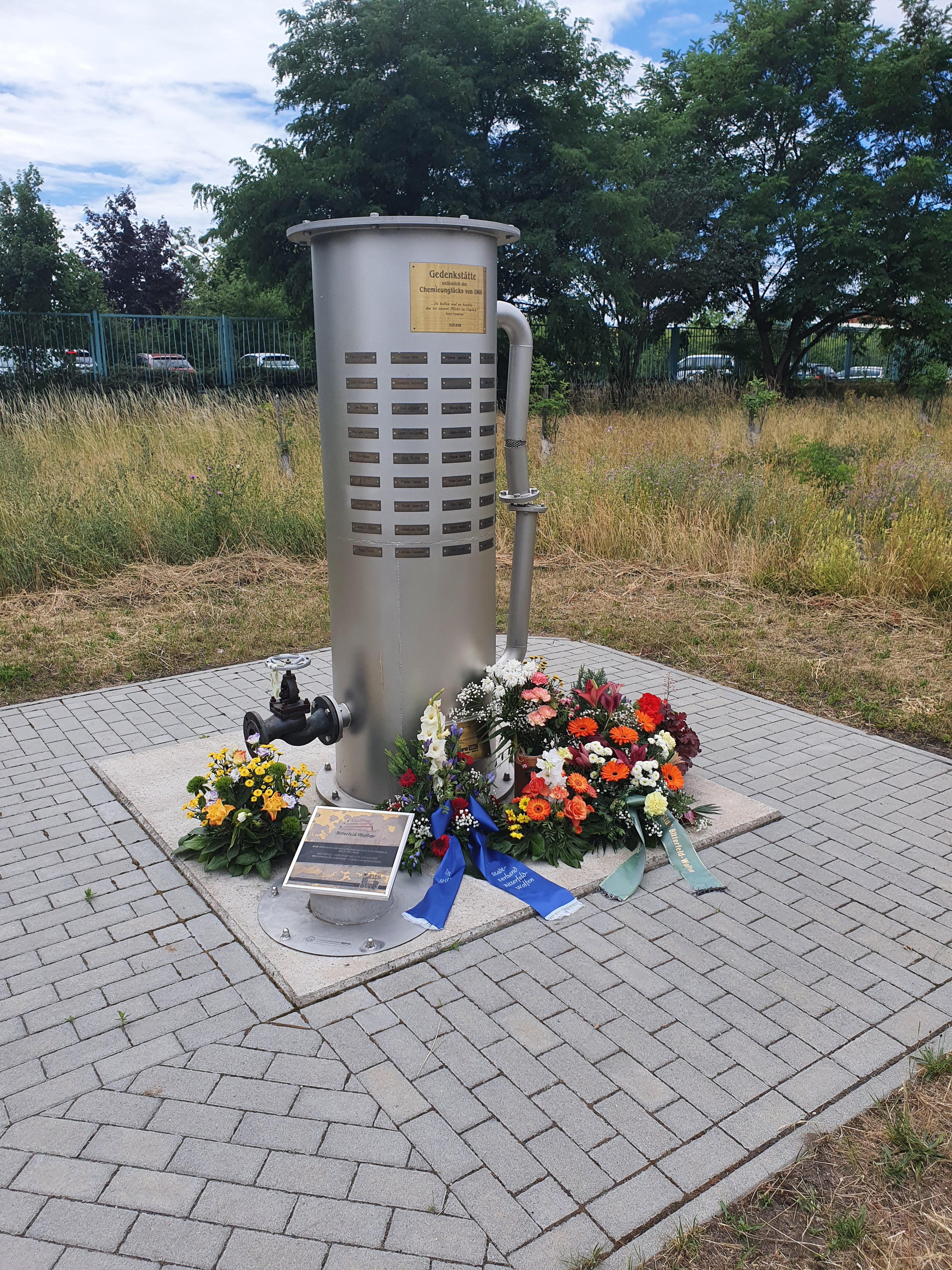
Gedenkteken voor de slachtoffers van dit ongeval
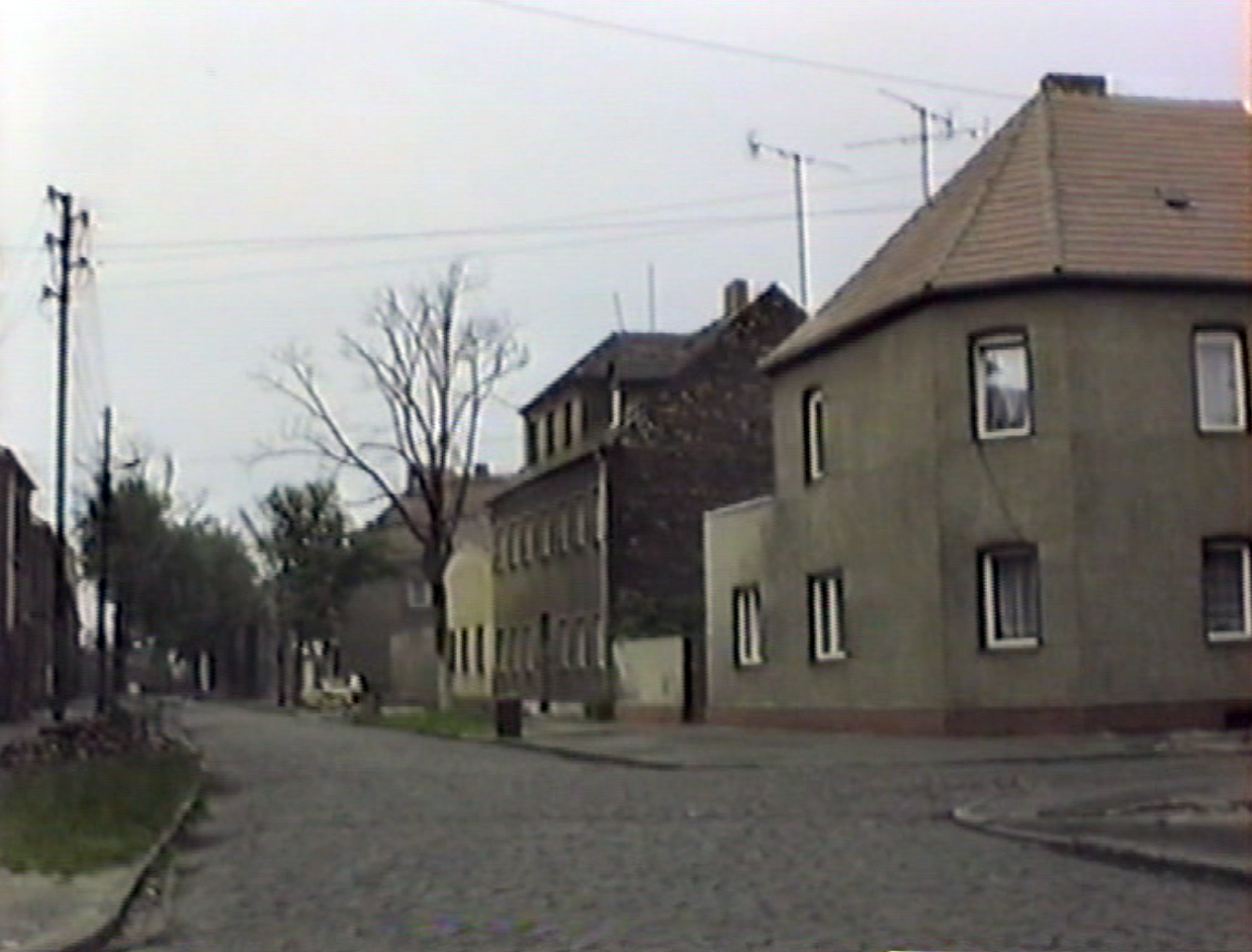
Opname uit de film Bitteres aus Bitterfeld (1988): de bomen hebben geen blad, ondanks dat het zomer is
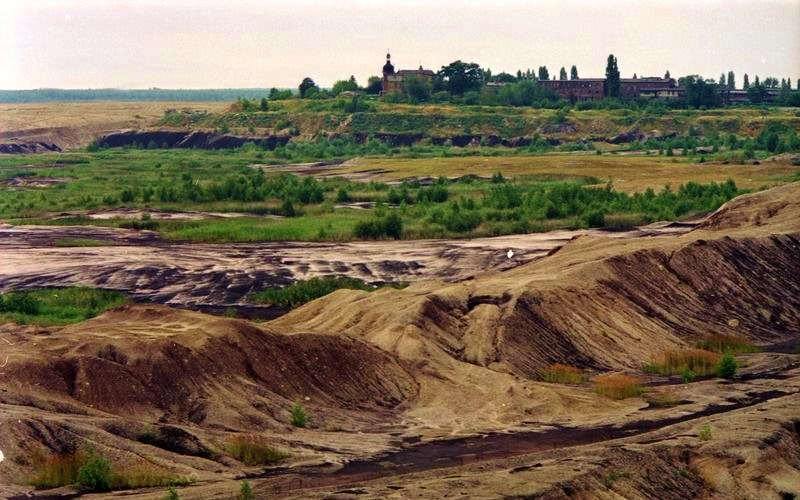
1991: landschap achtergelaten na dagbouwactiviteiten

- De eerste vermelding van Bitterfeld is van 28 juni 1224.
- In de Dertigjarige Oorlog is Bitterfeld door de Zweden geplunderd (1637)
- Na 1837: vestiging van industrie, winning van bruinkool en aansluiting op het spoornet
- 17 juni 1953: De volksopstand in de DDR (1953) woedt ook hevig in Bitterfeld; de stakingen en onlusten worden door de autoriteiten echter snel de kop ingedrukt. De plaatselijke stakingsleider, Paul Othma, krijgt 12 jaar cel, maar wordt in 1964 aan het Westen verkocht.
- 11 juli 1968: bedrijfsongeval in een PVC-fabriek, bij de explosie vallen 42 doden en 270 gewonden, de fabriek is grotendeels verwoest; de DDR verbetert daarop in 1970 haar wetgeving op het gebied van veiligheid in de industrie
- 1974-1993 Barnsteen-winning in dagbouw; de 10 m dikke laag barnsteen kwam tevoorschijn onder een weggegraven laag bruinkool.
- 1988: De West-Duitse televisie bericht uitvoerig over de enorme milieuvervuiling te Bitterfeld,  veroorzaakt door o.a. de chemische industrie en de bruinkoolwinning. Basis hiervoor was een, illegaal in Bitterfeld zelf geproduceerde, documentaire amateurfilm van 30 minuten, Bitteres aus Bitterfeld. De filmmakers reden op 25 juni 's middags al filmend door het industriegebied van hun woonplaats, terwijl vele anderen, ook de medewerkers van de Stasi, op de TV naar de finale Europees kampioenschap voetbal 1988 zaten te kijken, en het risico van ontmaskering en arrestatie veel geringer was dan op een ander tijdstip. Men zond de film eerst in de DDR zelf uit en de volgende dag pas in het Westen.

Of, en zo ja, wanneer en uit wiens hand, Bitterfeld stadsrechten verwierf, is niet meer bekend, maar Bitterfeld wordt in ieder geval vóór 1950 in allerlei documenten een stad genoemd.
Een belangrijke impuls voor de ontwikkeling van Bitterfeld was de Eerste Wereldoorlog. Duitsland was van de wereldmarkt afgesneden en zocht via de chemische industrie naar mogelijkheden om vervangende producten voor niet meer verkrijgbare grondstoffen te maken.
Voor de Tweede Wereldoorlog was Bitterfeld een modern industrieel centrum en een belangrijke vestigingsplaats van de IG Farben. Ten tijde van de DDR werd Bitterfeld, met name het chemische-industrieconglomeraat Elektrochemisches Kombinat Bitterfeld (EKB), het symbool van de enorme milieuvervuiling in het Oostblok. Na de omwenteling van 1989 zijn miljarden euro's in het gebied geïnvesteerd, enerzijds om de volledige verouderde chemische industriecomplexen te moderniseren, anderzijds om de gigantische vervuiling op te ruimen. Een deel van de dagbouw-groeven is veranderd in een meren- en recreatiegebied.
In 1950, toen veel werk in de bruinkoolmijnen nog met de hand werd verricht, had Bitterfeld, waar voor de huisvesting van de vele arbeiders en hun gezinnen flatwijken in Plattenbau waren verrezen, een record-aantal inwoners van bijna 32.800; in 1980 waren het er nog 22.000 en in 2016 zestienduizend.

## Geschiedenis van Wolfen

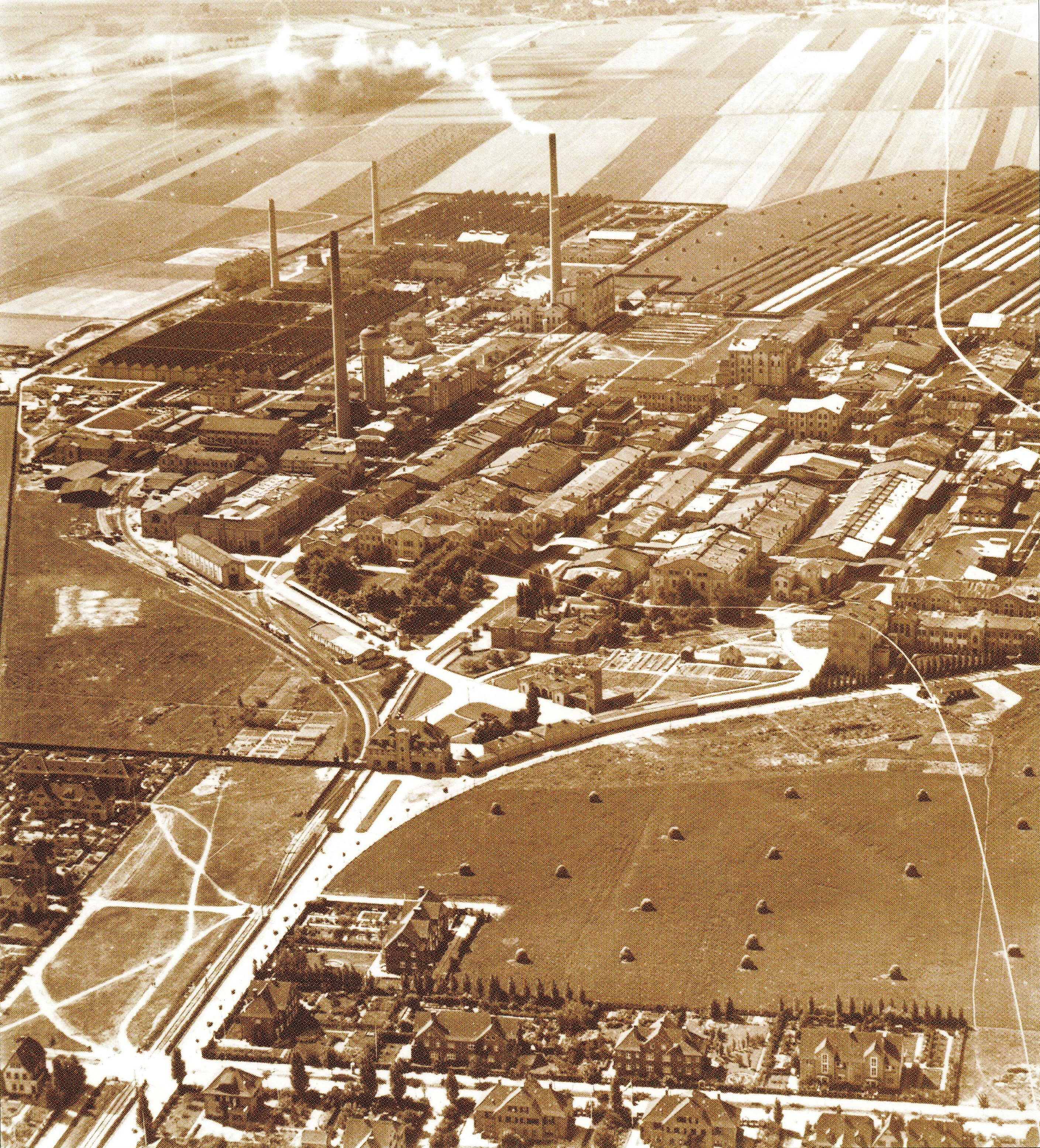
Filmfabriek Wolfen, 1929
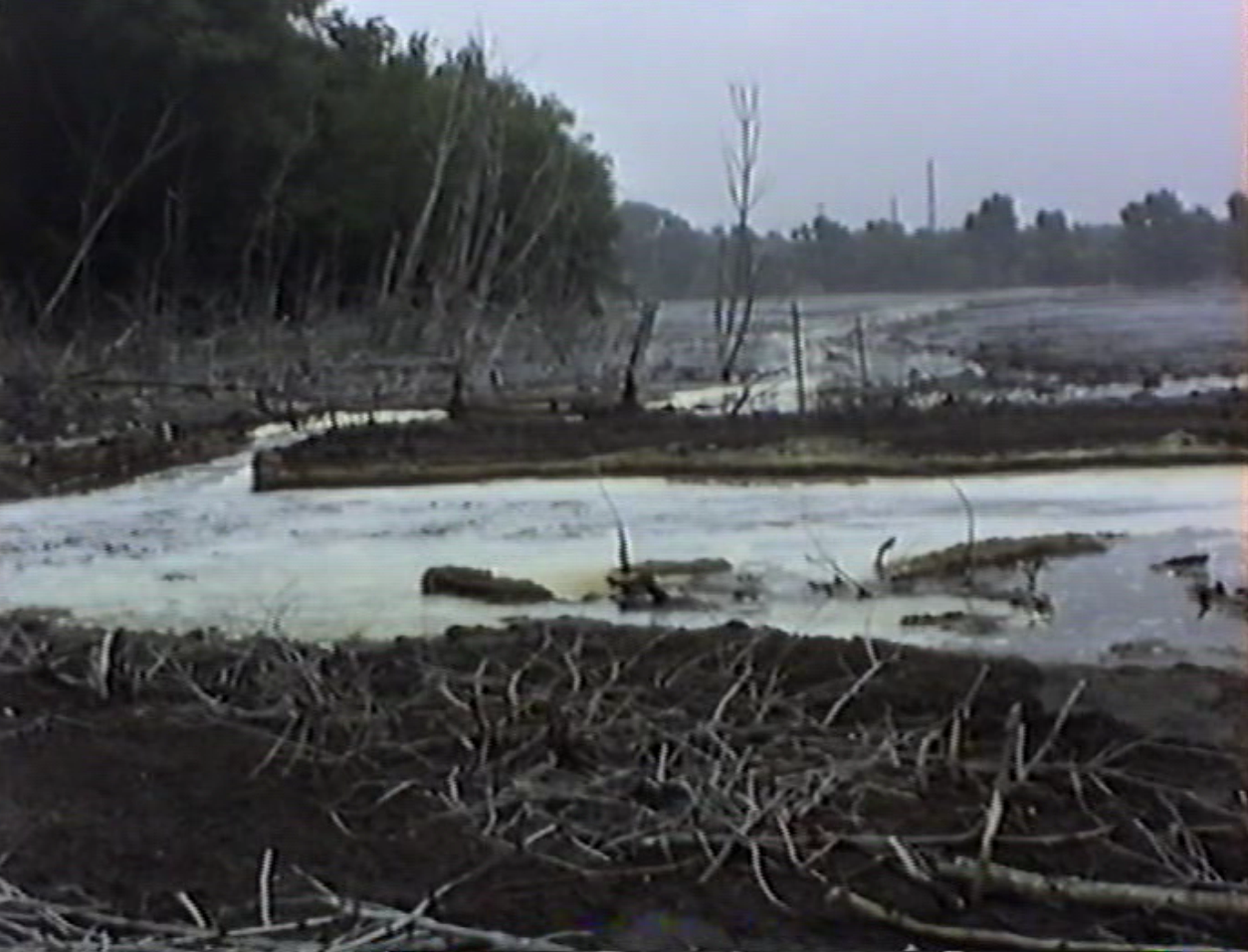
Opname (1988) uit de film Bitteres aus Bitterfeld: bedrijfsafval van ORWO loopt in de Silbersee

De geschiedenis van de plaats Wolfen, die tot 1900 een tamelijk onbelangrijk dorp was, is sterk verbonden met die van de  Duitse, Berlijnse tak van  het concern Agfa. In 1863 werd bij Wolfen, evenals bij Bitterfeld, begonnen met grootschalige winning van bruinkool.
In 1896 opende het Agfa-concern een chemische fabriek in Greppin bij Wolfen. Hier werden films voor fotografie en later ook cinematografie gemaakt. In 1910 werd de fabriek vervangen door nieuwbouw. De ligging was gunstig. Voor energievoorziening was volop bruinkool uit de mijnen van de buurstad Bitterfeld beschikbaar,  en de door het personeel verlangde lonen waren lager dan in Berlijn. De nieuwe fabriek kreeg de naam Filmfabrik Wolfen. Vanaf 1925 maakte Agfa deel uit van de belangenorganisatie IG Farben. Inmiddels werden er ook films voor röntgenfoto's  en luchtopnames vanuit vliegtuigen geproduceerd. Gedurende de nazi-tijd draaide het bedrijf grotendeels door dwangarbeid van gevangenen, ten dele  Joodse vrouwen uit concentratiekampen. In 1948 werd de filmfabriek door de DDR-regering omgezet in het staatsbedrijf, dat in 1964 ORWO ging heten en in de DDR een monopoliepositie genoot; de beide laatste letters van de naam staan voor Wolfen. De filmfabriek produceerde veel milieuvervuiling. Een meertje, waarin zij veel afvalwater loosde, kreeg daarom de cynische naam Zilvermeer (Silbersee). De DDR-regering riep Wolfen in 1958 tot stad uit. In 1990, juist vóór de Duitse hereniging, had Wolfen, waar voor de huisvesting van de vele fabrieksarbeiders en hun gezinnen flatwijken in Plattenbau waren verrezen, een record-aantal inwoners van bijna 44.000. Na de Duitse hereniging van 1990 werd (ten koste van zeer veel arbeidsplaatsen) de filmfabriek gesaneerd, en kleinschaliger, onder een andere naam, Filmotec, en met andere eigenaren voortgezet. Filmotec bezit nog wel het recht, voor zijn producten  de merknaam ORWO te gebruiken. De economische terugval na 1990 leidde tot een terugloop van het bevolkingscijfer van 44.000 tot 15.000.
In één voormalig gebouw van ORWO is anno 2024 een industrie- en filmmuseum over het bedrijf gevestigd. Een ander voormalig bedrijfspand (gebouw 041, bouwjaar 1936-1938) werd verbouwd tot het stadhuis  van de fusiegemeente  Bitterfeld-Wolfen.

## Bijzondere gebouwen, bezienswaardigheden, toerisme
Zie ook de artikelen over de afzonderlijke stadsdelen.

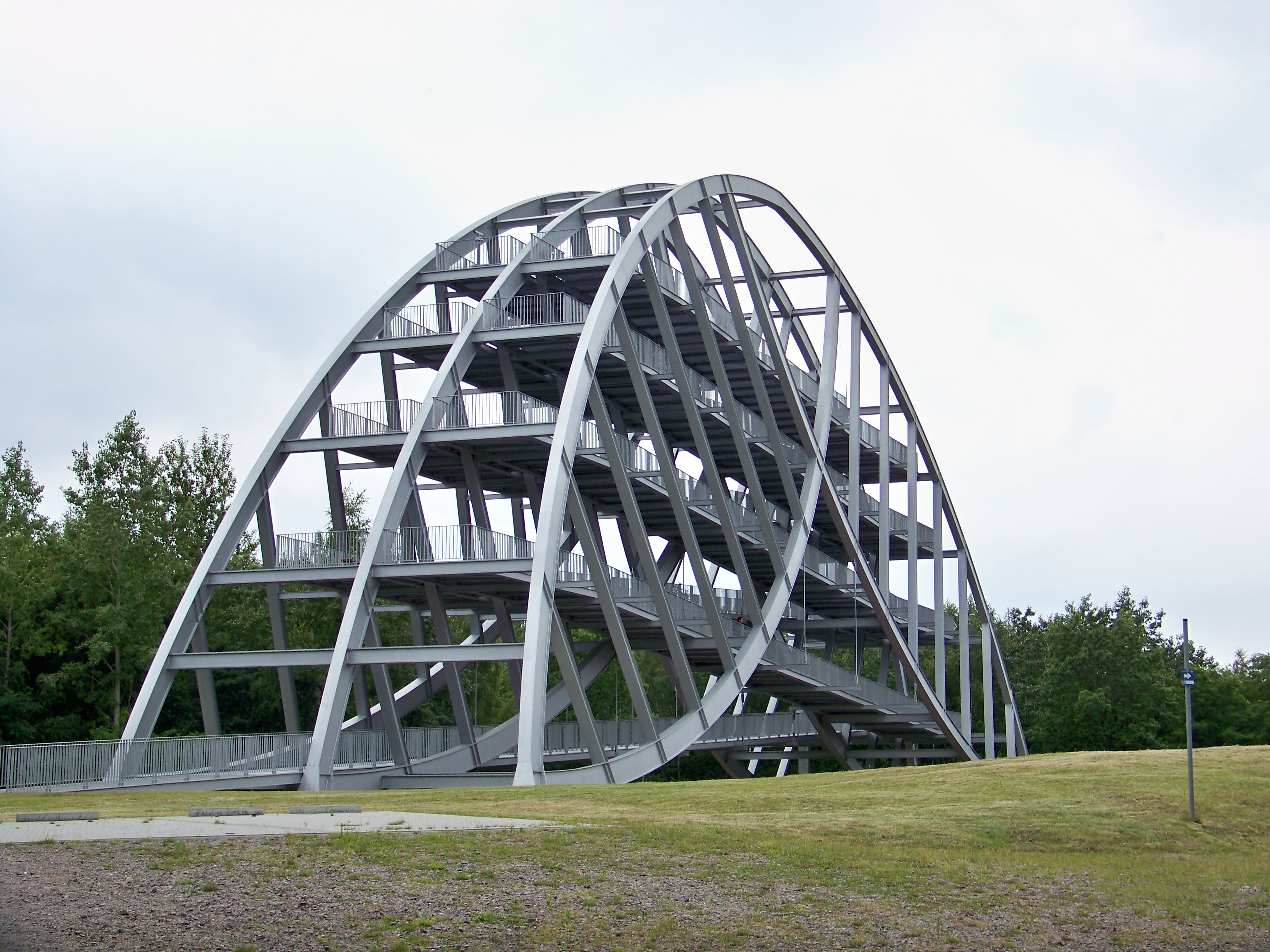
Kunstwerk en uitzichtpunt Bitterfelder Bogen
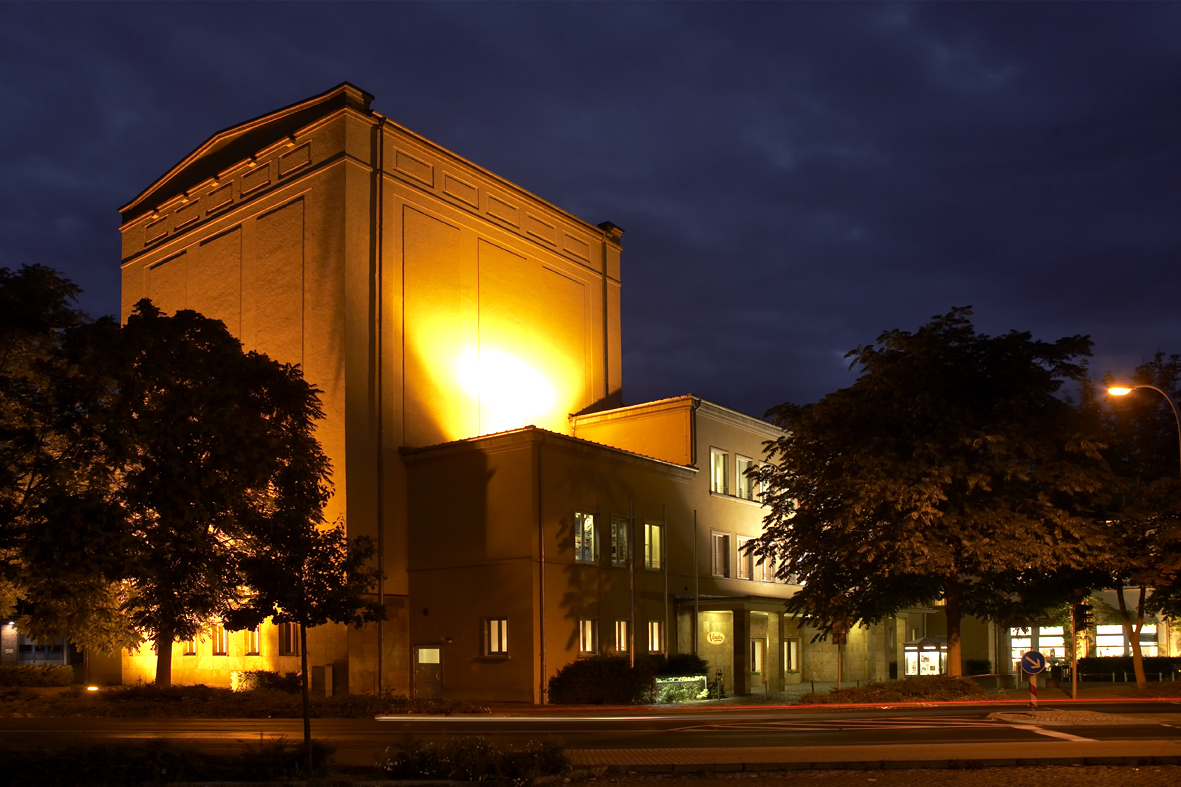
Gemeentelijk cultuurhuis (theater- en concertzaal e.d.; v/h personeelscultuurhuis ORWO), Wolfen
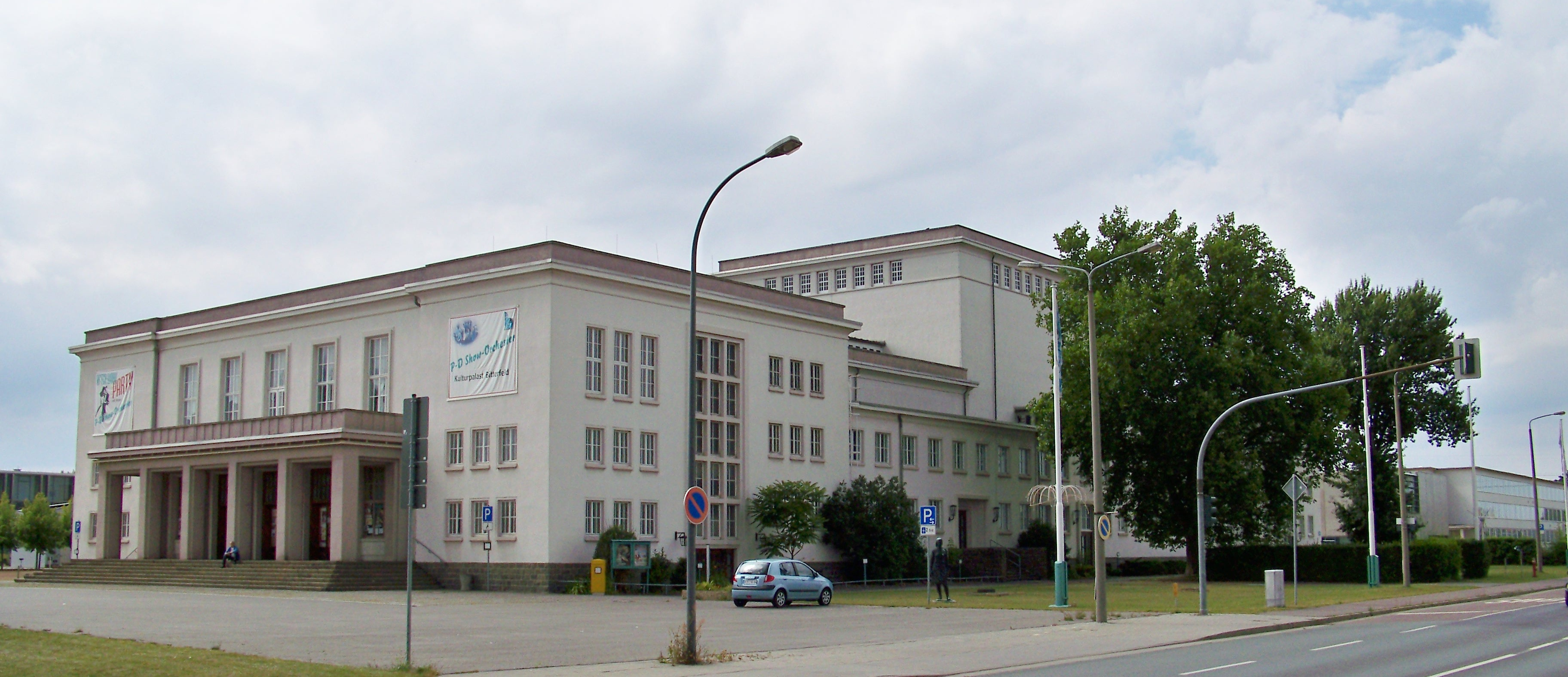
DDR-Kulturpalast, Bitterfeld (1954), cultureel centrum
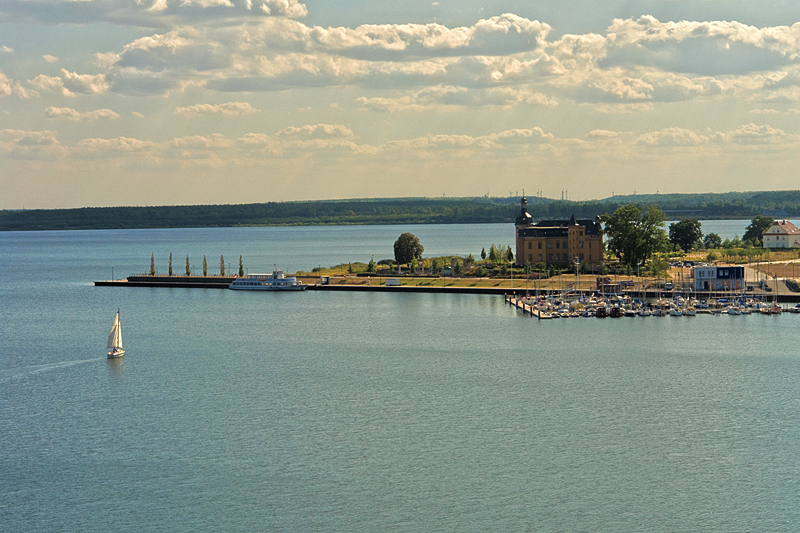
Zgn. barnsteen-villa (1896) aan de baai Bernsteinsee van de Große Goitzschesee
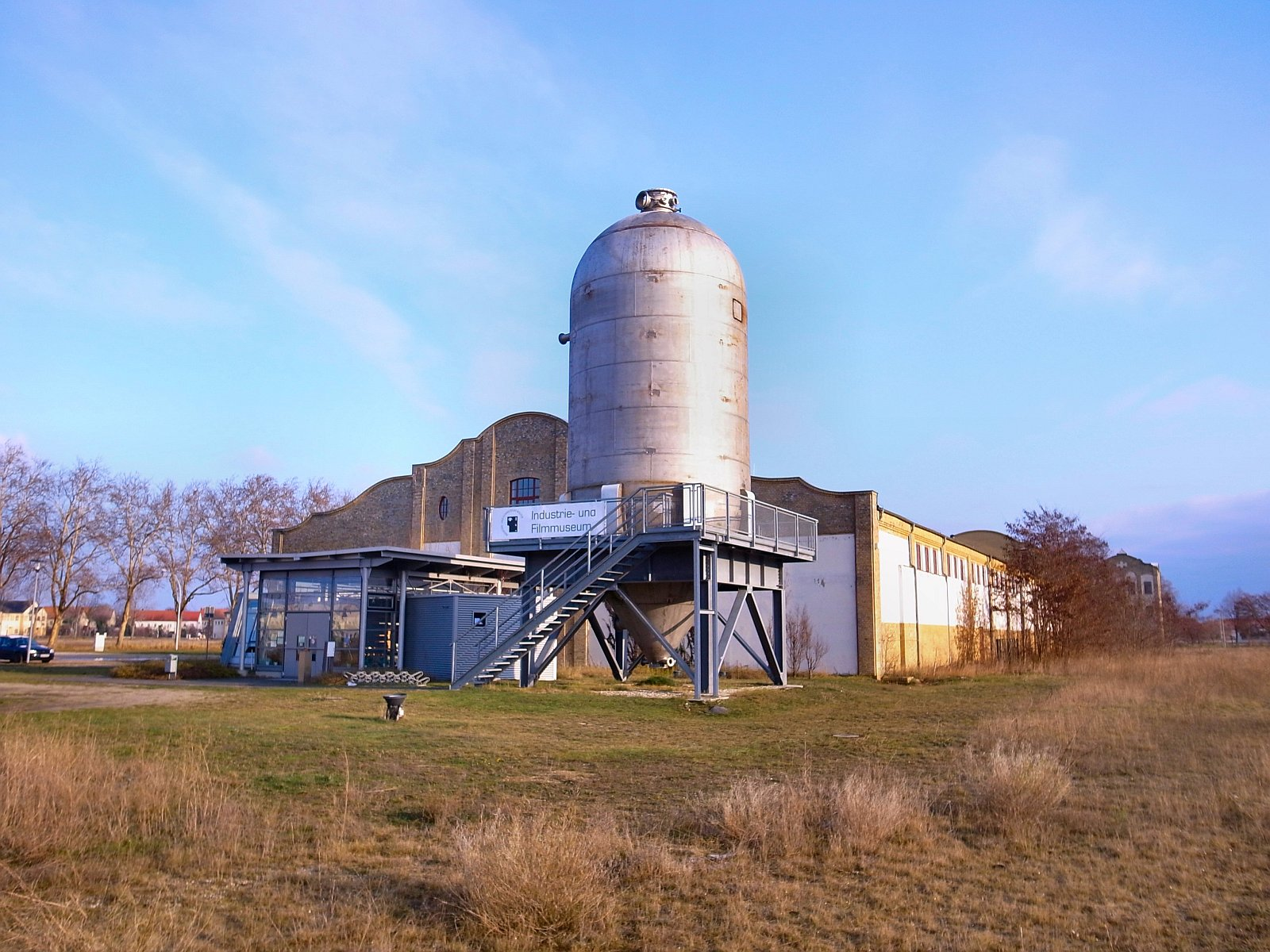
Industrie- en filmmuseum
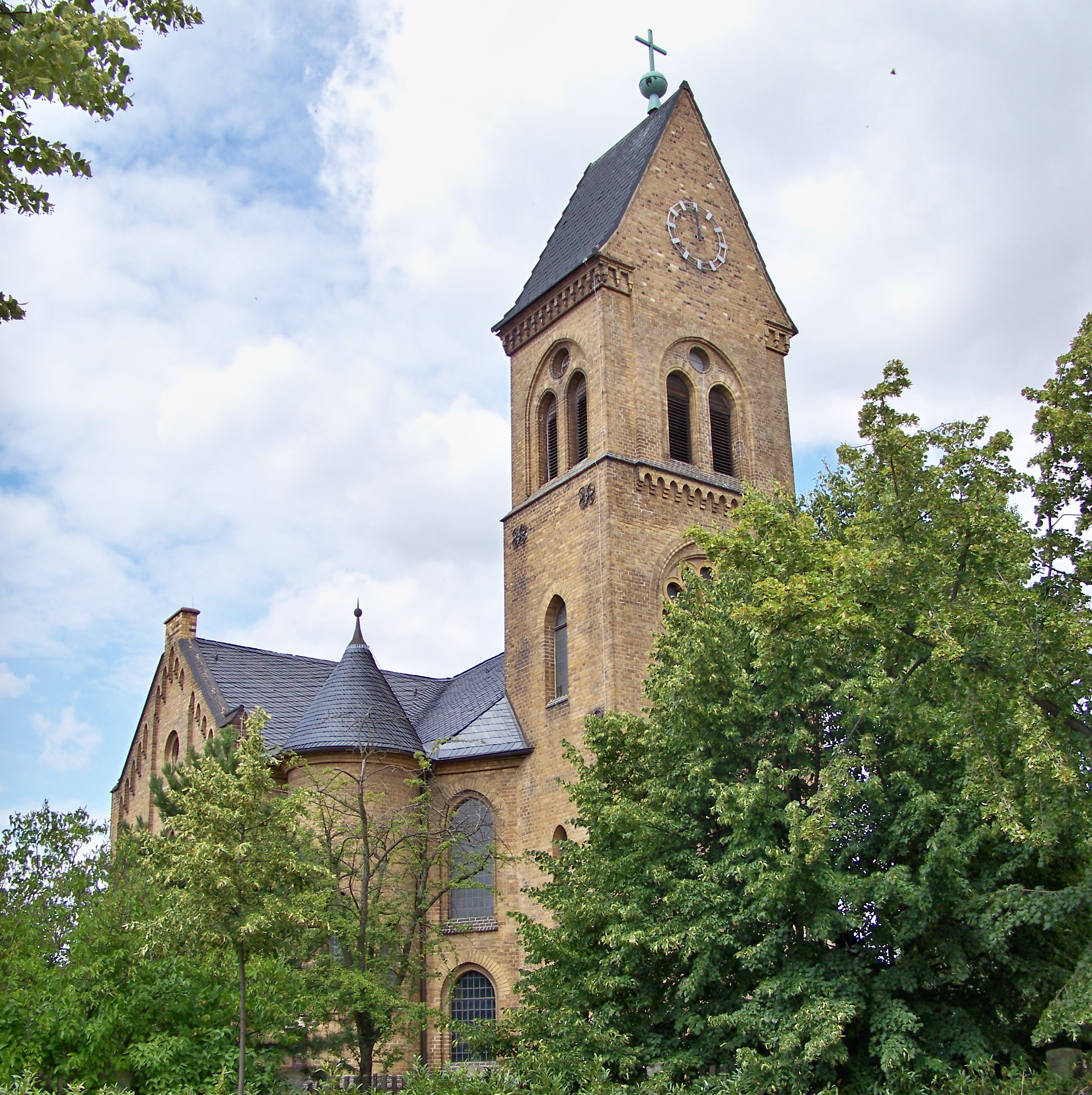
Wolfen, evang.-lutherse Johanneskerk (1898)
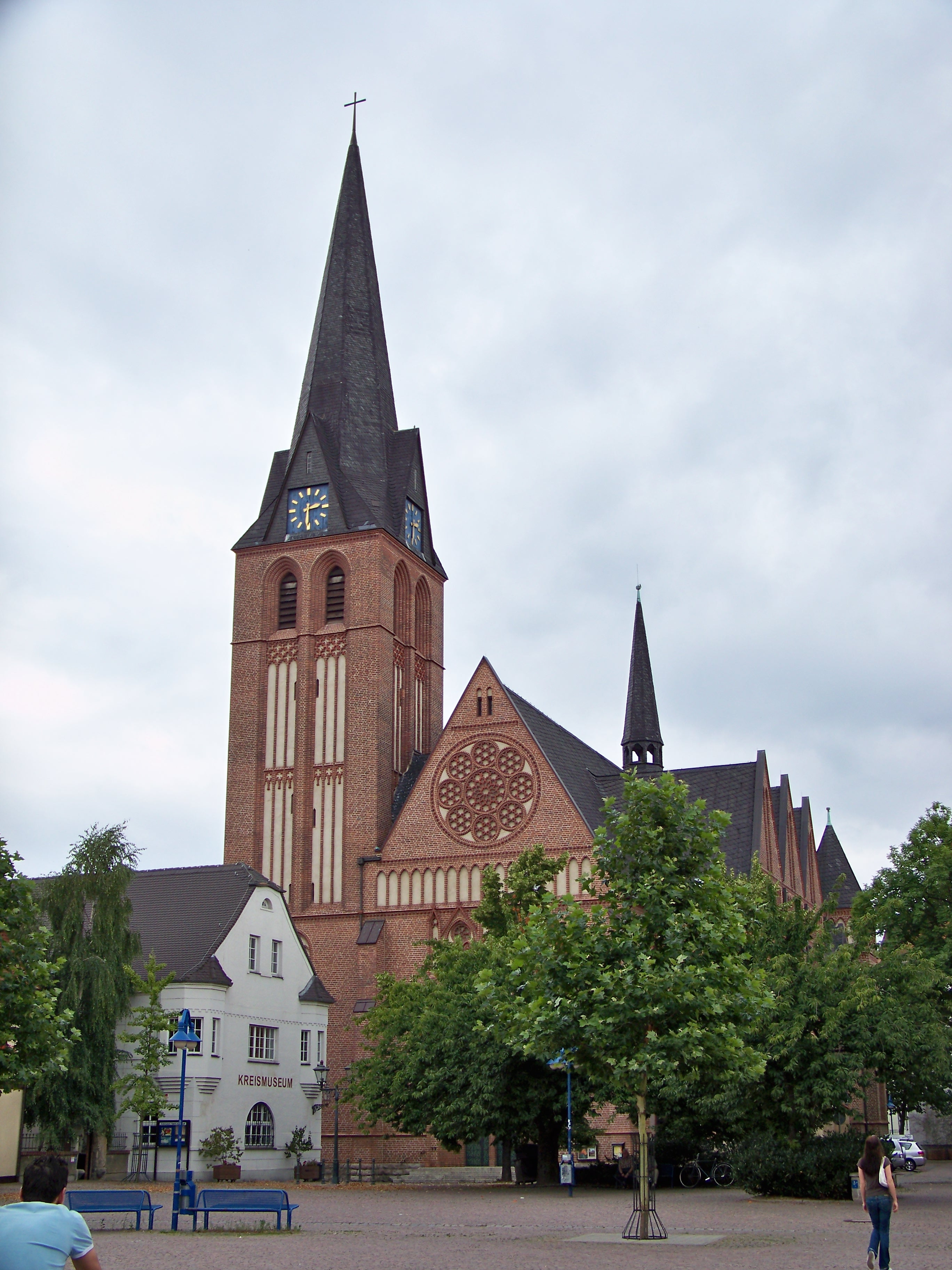
Bitterfeld, evang.-lutherse St.-Antoniuskerk (1910)
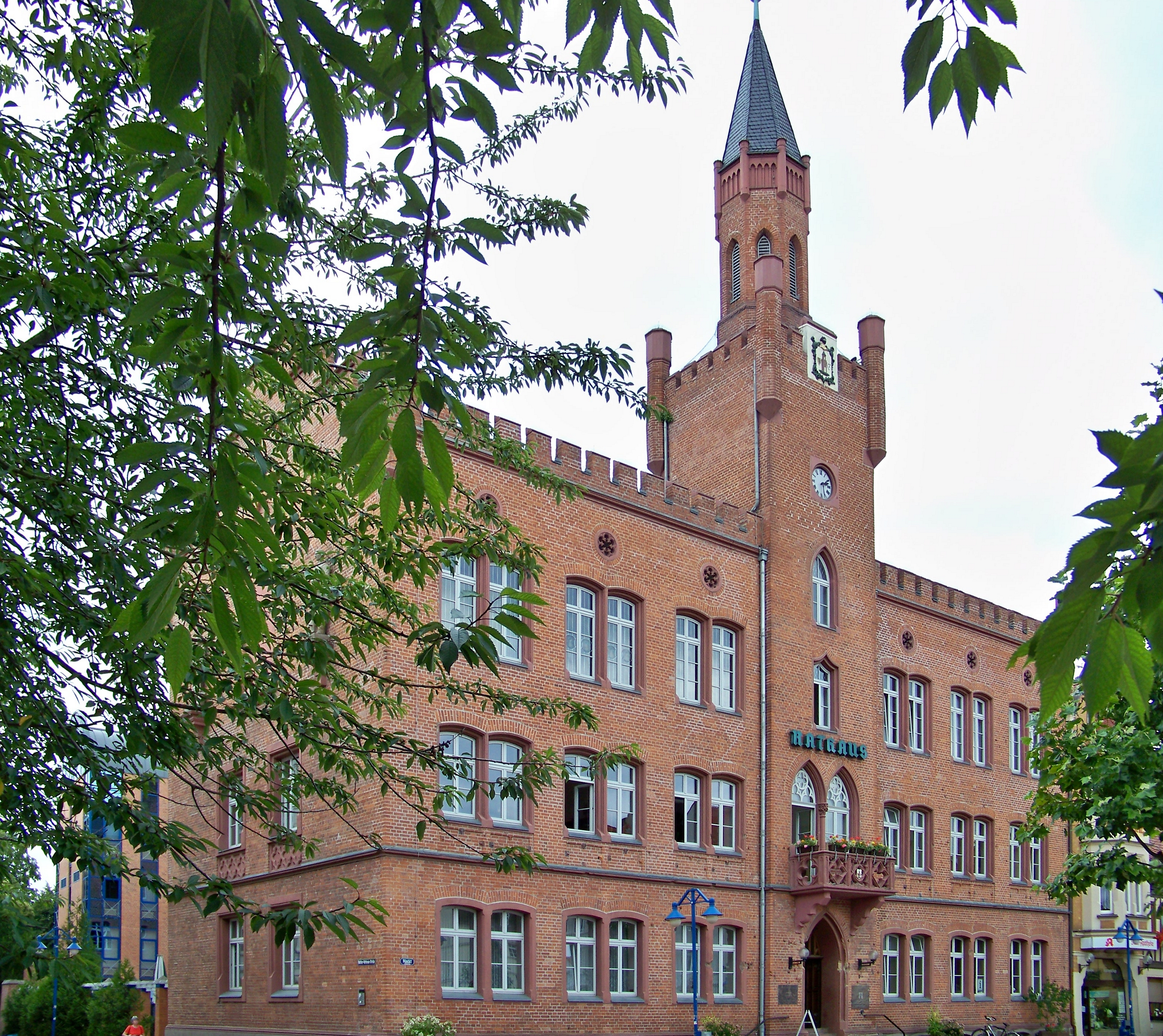
Voormalig stadhuis van Bitterfeld (dependance gemeentebestuur)

De gemeente beschikt sinds de omvorming van bruinkoolgroeven tot meren over veel mogelijkheden tot watersportrecreatie. Tot deze meren behoren de Große Goitzschesee en de Muldestausee. In een hoek aan de oever van de Große Goitzschesee staat een voormalige fabrikantenvilla, de Bernsteinvilla. Een spaarbank heeft dit in verval geraakte gebouw als belegging aangekocht, laten renoveren en er in 2005 een exclusief hotel-restaurant in gevestigd.

## Partnergemeentes
Er worden jumelages onderhouden met:
- Vierzon, Frankrijk, sedert 1959
- Marl, Noordrijn-Westfalen, sedert 1990
- Dzerzjinsk (Russisch: Дзержинск, in Rusland), sedert 1996
- Kamienna Gora, Polen, sedert 2006
- Witten, Noordrijn-Westfalen, sedert 1990
- Villefontaine, Frankrijk, sedert 1994.

## Met Bitterfeld-Wolfen verbonden personen
- Johann Ernst Altenburg (Weißenfels (tegenwoordig in Saksen-Anhalt), 15 juni 1734 – Bitterfeld, 14 mei 1801), componist, organist en trompettist
- Elly Strassburger, ook bekend onder de naam Elly Belli-Strassburger (Bitterfeld, 1 maart 1910 – Schloß Holte-Stukenbrock, 7 mei 1988), circusartieste en -directrice
- Erwin Ding-Schuler (Bitterfeld, 19 september 1912 - Freising, 11 augustus 1945), SS-officier en kamparts in concentratiekamp Buchenwald
- Klaus Staeck (Pulsnitz, bij Dresden, 28 februari 1938), graficus, groeide op te Bitterfeld, maakte de opstand van 1953 als tiener van nabij mee
- Michael Stein, geboren als Ekkehard Hessler (Wolfen, 7 augustus 1950 - Essen, 13 maart 2021) was een Duitse schlagerzanger
- René Tretschok (geboren op 23 december 1968 in Wolfen), oud-voetballer (middenvelder), daarna trainer. Als speler bij Borussia Dortmund won hij in 1997 de Champions League.
- Christian Gille (Wolfen, 6 januari 1976), kanovaarder (Olympisch goud in 2004)